# 肆卢郡
肆卢郡，中国古代的郡。
设置的年份不详，治所在肆卢县（今山西省忻州市西北）。辖境相当今山西省忻州市西部。北魏太平真君七年（446年）废入秀容郡。 